# Константин Дука Тесалийски
Константин Дука (на гръцки: Κωνσταντίνος Δούκας, ум. 1303) – архонт на Тесалия в периода 1289 – 1303 г. Управлява съвместно с по-малкия си брат Теодор Ангел. Севастократор от 1295 г.
От 1289 г. Константин е владетел на Тесалия с Равеника. Той управлява съвместно с по-малкия си брат Теодор Ангел, който е съвладетел на Константин. Тъй като братята са непълнолетни, първоначално те са поставени под настойничеството на Анна Палеологина Кантакузина и резидират в Неопатрия.
Братята продължават войната с Византия, започната при Йоан I Дука. През 1292 г. Теодор е победен в битка от византийския пълководец Михаил Тарханиот. През 1294 г. братята превземат византийския град Деметриада на Волоския залив. По същото време се усложняват отношенията с Епирското деспотство. Деспот Никифор I Комнин сключва съюз с противника на Византия, латинския владетел от рода на Анжу – Филип I Тарентски. През 1295 г. Филип I започва да предявява претенции към Тесалия. При тези условия Константин и Теодор започват да търсят защита от Византийската империя. Тяхната майка Хипомона („Търпение“) започва преговори с император Андроник II Палеолог, с които договаря подкрепата на Византия за борбата на синовете ѝ срещу епирско-анжуйските аспирации към Тесалия в замяна на признаването на византийския сюзеренитет над Тесалийското княжество. Така още през същата 1295 г. Константин и Теодор получават от византийския император севастократорски титли.
След като си осигуряват подкрепата на Византия, братята започват военни действия срещу епирския деспот и неговите съюзници от рода Анжу. През 1295 г. тесалийците успяват да окупират градовете Ангелокастро, Ахелой и Лепанто, които Никифор I отстъпил преди това на Анжуйците като зестра на дъщеря си Тамара Ангелина Комнина, която е съпруга на Филип I Тарентски. Въпреки това, още през 1296 г., повечето от окупираните територии се връщат под властта на деспота на Епир. През 1301 г. Константин е принуден да отстъпи и Ангелокастро, а след смъртта си две години по-късно е наследен от сина си Йоан II Ангел Дука.

## Семейство
Константин Дука е бил женен за неизвестна жена, която според историка Карл Хопф се е казвала Анна Евагиониса и починала през 1317 г. Техен син е последният тесалийският севастократор Йоан II Ангел Дука.

## Цитирана литература
- ((sr)) Ferjančić, Božidar (1974). Тесалија у XIII и XIV веку. Belgrade: Византолошког институт САНУ
- Fine, John V. A. Jr. (1994). The Late Medieval Balkans: A Critical Survey from the Late Twelfth Century to the Ottoman Conquest. Ann Arbor, Michigan: University of Michigan Press, ISBN 0-472-08260-4
- Peter, Lock (1995). The Franks in the Aegean, 1204–1500. Pearson/Longman Harlow, ISBN 0-582-05140-1
- ((en)) Polemis, Demetrios I. (1968). The Doukai: A Contribution to Byzantine Prosopography. London: The Athlone Press, OCLC 299868377, https://books.google.com/books?id=Sx5dAAAAIAAJ
- ((de)) Trapp, Erich; Beyer, Hans-Veit; Walther, Rainer et al. (1976–1996). 212 <῎Αγγελος>, Κωνσταντῖνος ∆ούκας. – Prosopographisches Lexikon der Palaiologenzeit. Wien: Verlag der Österreichischen Akademie der Wissenschaften, ISBN 3-7001-3003-1, https://archive.org/details/ErichTrappProsopographischesLexikonDerPALAIOLOGENZEIT/page/n49/mode/1up?view=theater